# Quinaceo Hunt
Quinaceo Tyce Evan Hunt (Paget Parish, 21 gennaio 2000) è un calciatore bermudiano, portiere del PHC Zebras.

## Carriera

### Club
Inizia la carriera nel PHC Zebras, squadra della massima serie del campionato di Bermuda, con cui raggiunge la seconda posizione in classifica fregiandosi del titolo di campione della coppa nazionale nella stagione 2016-2017. Nei successivi due campionati, invece, vince il titolo.
Nel 2019 inizia a militare in squadra delle serie minori della piramide calcistica inglese.
Nel 2023 fa ritorno nella propria nazione d'origine, vincendo un nuovo titolo nazionale.

### Nazionale
Ha debuttato in nazionale il 28 ottobre 2017 ad Hamilton, all'età di 17 anni e 280 giorni, nell'amichevole Bermuda-Barbados (2-3).
Con la maglia della nazionale ha anche partecipato alla CONCACAF Gold Cup 2019.

## Statistiche

### Cronologia presenze e reti in nazionale
| Cronologia completa delle presenze e delle reti in nazionale ― Bermuda | Cronologia completa delle presenze e delle reti in nazionale ― Bermuda | Cronologia completa delle presenze e delle reti in nazionale ― Bermuda | Cronologia completa delle presenze e delle reti in nazionale ― Bermuda | Cronologia completa delle presenze e delle reti in nazionale ― Bermuda | Cronologia completa delle presenze e delle reti in nazionale ― Bermuda | Cronologia completa delle presenze e delle reti in nazionale ― Bermuda | Cronologia completa delle presenze e delle reti in nazionale ― Bermuda |
| Data                                                                   | Città                                                                  | In casa                                                                | Risultato                                                              | Ospiti                                                                 | Competizione                                                           | Reti                                                                   | Note                                                                   |
| ---------------------------------------------------------------------- | ---------------------------------------------------------------------- | ---------------------------------------------------------------------- | ---------------------------------------------------------------------- | ---------------------------------------------------------------------- | ---------------------------------------------------------------------- | ---------------------------------------------------------------------- | ---------------------------------------------------------------------- |
| 28-10-2017                                                             | Hamilton                                                               | Bermuda                                                                | 2 – 3                                                                  | Barbados                                                               | Amichevole                                                             | -3                                                                     |                                                                        |
| Totale                                                                 |                                                                        | Presenze                                                               | 1                                                                      |                                                                        | Reti                                                                   | -3                                                                     |                                                                        |

## Palmarès

### Club

#### Competizioni nazionali
- Premier Division: 3

PHC Zebras: 2017-2018, 2018-2019, 2023-2024
- Bermuda FA Cup: 1

PHC Zebras: 2016-2017